# Ambisonti
Ambisonti so bili keltska skupnost ljudi v rodovno-plemenski družbi, ki so najverjetneje živeli v Posočju.
Ambisonte omenja že Ptolemaj in sicer v zvezi z napisom Alpium, ki je bil najden tako v vasi La Turibe nad Monakom, kakor tudi na arheološkem najdišču na Štalenski gori v Avstriji.
Ambisonti so bili verjetno člen noriške plemensko-rodovne skupnosti. Kot vse kaže je treba njihovo poselitev locirati v Posočje. Kelti so z imenom Ambisonti poimenovali ali keltski rod v Posočju ali pa tam živeče staroselce, ki so jih po 5. stoletju pr. n. št., ko so prišli čez severno Italijo, asimilirali. Ker je Norik politično občasno segal tudi čez Karavanke na jug in preko Bohinja tudi v Posočje, najverjetneje zaradi rudarjenja nas njihova vljučitev v regnum Noricum ne sme presenečati.